# Porthidium dunni
La nauyaca nariz de cerdo oaxaqueña (Porthidium dunni) es una especie de serpiente perteneciente a la familia Viperidae. El nombre de la especie es un patronímico honrando a Emmett Reid Dunn (1894-1956), un herpetólogo norteamericano especialista en salamandras y herpetofauna neotropical, especialmente de Colombia, quien también hizo aportaciones para el conocimiento de la sistemática de las serpientes hocico de puerco.

## Clasificación y descripción
Es una especie moderadamente robusta de hábitos terrestres. La longitud de los adultos varía de los 30 a 40 cm. El espécimen de museo más largo es de 54 cm de longitud total, pero se ha reportado que esta especie alcanza un máximo de 57 cm.  El dorso de la cabeza es gris oscuro o café, frecuentemente con un fino punteado color café. El costado de la cabeza es oscuro desde el margen posterior inferior del ojo hasta justo encima del ángulo de la mandíbula. Una línea pálida vertebral está presente de la nuca hasta la cola. Cuenta con 13-23 manchas café oscuro en cada lado arreglado alternadamente u opuestas una de la otra. Las manchas están conectadas frecuentemente formando un zigzag. La mayoría de los especímenes conocidos tienen una alta concentración de punteado color café o negro en las escamas mentales e infralabiales que es interrumpido por cerca de tres puntos color amarillo o crema. Las escamas ventrales son blancas y se vuelven más altamente pigmentadas posteriormente. Las escamas subcaudales tienden a poseer una alta concentración de punteado o moteado, en especial lateralmente. Posee 4-6 escamas intersupraoculares, 9-11 supralabiales, 10-12 infralabiales, 21-23 hileras de escamas dorsales a la mitad del cuerpo, 137-155 escamas ventrales en los machos y 142-158 en hembras. 33-43 escamas subcaudales enteras en machos y 30-39 en hembras.

## Distribución
Especie endémica de México. Sur de México en elevaciones bajas de la vertiente del Pacífico y Planicie Costera, del suroeste de Oaxaca al extremo oeste de Chiapas. La distribución vertical va del nivel del mar a cerca de los 700 m s. n. m.

## Hábitat
Habita en bosque caduco tropical. En las tierras bajas de la Costa del Pacífico vive en regiones semiáridas caracterizadas por matorral espinoso y arbustos que generalmente no rebasan los tres metros de altura. Se reporta que esta especie habita en lugares secos y rocosos en bosques abiertos.

## Estado de conservación
Se encuentra catalogada como menor preocupación (LC) en la IUCN. Bajo la NOM-059-SEMARNAT, se reporta como amenazada.